# Сим, Бен
Бен Сим (англ. Ben Sim) — австралийский лыжник, участник Олимпийских игр в Ванкувере. Специализируется в дистанционных гонках.

## Карьера
В Кубке мира Сим дебютировал в январе 2004 года, в феврале 2008 года впервые попал в тридцатку лучших на этапе Кубка мира, в командном спринте. Всего на сегодняшний день имеет на своём счету 3 попадания в тридцатку лучших на этапах Кубка мира, 1 в личных и 2 в командных гонках. Лучшим результатом Сима в общем итоговом зачёте Кубка мира является 184-е место в сезоне 2009-10.
На Олимпиаде-2010 в Ванкувере показал следующие результаты: 15 км коньком — 45-е место, дуатлон 15+15 км — 47-е место, командный спринт — 20-е место.
За свою карьеру принимал участие в пяти чемпионатах мира, лучший результат 13-е место в эстафете на чемпионате-2009, в личных гонках не поднимался выше 42-го места.
Использует лыжи и ботинки производства фирмы Salomon.